# 烏尼翁鎮 (聖地亞哥-德爾埃斯特羅省)
29°24′46″S 62°47′14″W / 29.41278°S 62.78722°W
烏尼翁鎮（西班牙語：Villa Unión），是阿根廷的城鎮，位於該國北部聖地亞哥-德爾埃斯特羅省，是米特雷縣的首府，距離聖地亞哥-德爾埃斯特羅285公里，海拔高度138米，2010年人口510。